# Dara (Szíria)
Dara (arabul: درعا, Darʿā) város Szíria déli részén, a jordán határtól északra. A róla elnevezett kormányzóság székhelye. 

## Fekvése
Szíria délnyugati részén található, a jordániai határtól közvetlenül északra, Damaszkusztól 113 km-re délre. Vele átellenben található a jordániai Ramsza város.

## Története
Dara területe már az ókorban is lakott volt, először III. Thotmesz fáraó idejéből származó egyiptomi hieroglifák említik, i.e. 1490 körül, Atharaa néven. Egyes feltételezések szerint az Ószövetségben megjelenő Edre'i város is azonos volt a mai Darával. I.e. 312 táján a Szeleukida Birodalom része lett, majd 106 táján Traianus római császár foglalta el és csatolta a Római Birodalomhoz. Az 5. és 6. század folyamán keresztény püspöki székhely volt, ebben az időszakban a város fontos zsidó kulturális központ is volt. 
Ahmad ibn Jahja al-Baládzuri 9. századi muszlim történetíró szerint a város 630-ban került az arab hódítók kezére, a tabuki csatát követően, más források azonban azt teszik valószínűvé, hogy Abu Bakr kalifa seregei foglalták el 634-ben. Az omajjádok uralma alatt a város fontos adminisztratív székhellyé vált. Ezt a szerepét az Abbászida periódusban is megőrizte. A keresztes hadjáratok idején, a 12. század elején rövid időre a Jeruzsálemi Királyság része lett. 
A 14. század végén az Oszmán Birodalom uralma alá került. Egy 1596-os birodalmi összeszámlálásban a város Madinat Idra'a néven jelentkezik, ekkor már - a hivatalos adatok szerint - kizárólag muszlim lakossága volt. A 20. század elején, hivatalos névadás eredményeként kapta ma is használatos nevét, a Darát. 
A város 1920-tól a francia megszállás alatt álló Szíria és Libanon francia mandátumterület része lett. 1946 óta az ekkor függetlenné váló Szíriához tartozik. 
A város a 2011 márciusában kirobbant szíriai polgárháború kiindulópontjaként vált újból ismertté. 2011. márciusának elején a szíriai hatóságok letartóztattak 15 helyi gyereket, akik a rendszer bukását követelő graffitikkel írták össze a falakat. Tiltakozásul tüntetések kezdődtek, melyre reagálva a rendfenntartók a tömegbe lőttek, melynek következtében négy ember meghalt. Az események hatására az addig jobbára békés tüntetések zavargásokba torkolltak, március végére már 44 darai civil vesztette életét a rendfenntartókkal vívott összecsapásokban. Március 15-re a tüntetések átterjedtek az ország több más városára is, többek között Damaszkuszra, Homszra és Banijaszra. Az ellenzéki mozgalmak erősödése a kormányerők egyre agresszívebb fellépését idézte elő. Az ellenzéki mozgalom erőssége okozta, hogy április 25-én a szíriai hadsereg páncélos egységek támogatása mellett támadást intézett a város ellen és egy május 6-ig tartó ostrom keretében ideiglenesen vérbe fojtotta az ellenzéki megmozdulást. 
Az ellenzéki városok elleni hadműveletek a várttal ellenkező hatást értek el. 2011 végén dezertált katonákból megalakult az első ellenzéki fegyveres szervezet, a Szabad Szíriai Hadsereg, mely gerilla taktikával vette fel a harcot a reguláris hadsereggel szemben, ez pedig rövidesen a konfliktus eszkalálódásához és a polgárháború kirobbanásához vezetett. A polgárháború harcai rendszeresen sújtották Dara kormányzóság területét, az SZSZH huzamosabb időre megszállta Dara néhány negyedét is, de sikertelenül próbálta meg a teljes város elfoglalását.

## Lakosság
A város lakossága a 2004-es népszámlálás idején 97 969 fő volt, mind muszlimok, akiknek többsége az iszlám vallás szunnita irányzatához tartozott. 

## Lásd még
- Dara ostroma